# Hygromycine-B kinase
L'hygromycine-B kinase, ou hygromycine-B 7’’-O-kinase, est une phosphotransférase qui catalyse la réaction :
ATP + hygromycine B  {\displaystyle \rightleftharpoons }  ADP + 7’’-O-phosphohygromycine.
Cette enzyme est notamment produite par Streptomyces hygroscopicus, une bactérie de l'ordre des Actinomycetales.